# Luceafărul
„Luceafărul” este un poem narativ scris de Mihai Eminescu. Început în 1873, dar restructurat de-a lungul mai multor ani, poemul a fost publicat în aprilie 1883, în Almanahul societății studențești România Jună din Viena. A urmat publicarea sa în revista Convorbiri literare, în același an, pentru ca apoi să fie inclus în volumul princeps Poesii, publicat în anul 1884, sub îngrijirea lui Titu Maiorescu.
Luceafărul este considerat, în general, capodopera lui Eminescu, una dintre cele mai mari realizări ale literaturii române, și unul dintre ultimele texte de referință ale poeziei romantice europene. În 2009, Academia Recordurilor Mondiale (World Records Academy) a omologat „Luceafărul” drept cel mai lung poem de dragoste.

## Structură

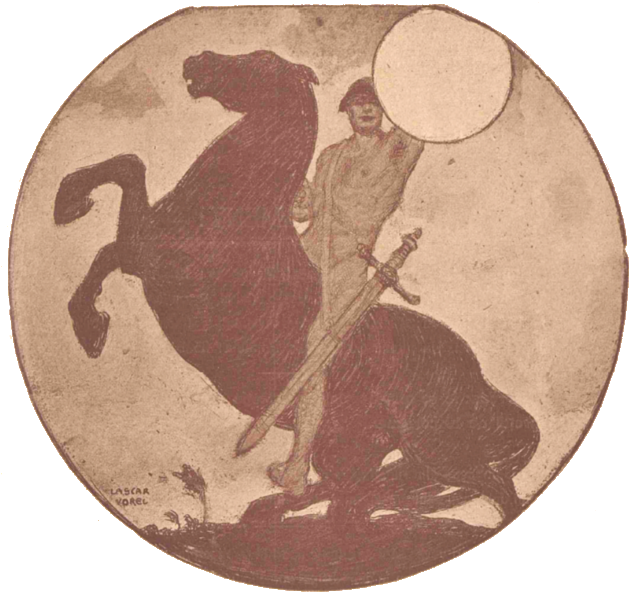
Luceafărul, imaginat ca un tânăr pe cal ținând o sferă de lumină (litografie de Lascăr L. Vorel din 1904)

Poemul este format din 98 de strofe. Antiteza este evidențiată în cele patru tablorui create: prima și ultima fracțiune realizează o fuziune între spațiile terestru și cosmic. A doua parte este plasată în plan terestru, iar a treia - în plan cosmic.
În prima parte, Luceafărul și fata de împărat se îndrăgostesc, și își vorbesc în visul fetei: cu eforturi, Luceafărul se întrupează pentru a-i putea răspunde la chemarea-descântec. El îi cere să-i fie soție, dar fata simte incompatibilitatea imposibil de depășit dintre ei, („ochiul tău mă-ngheață”, „Privirea ta mă arde.”), și îi cere să rămână muritor, pentru a-i rămâne aproape. El acceptă, și, în partea a treia, face o călătorie dincolo de originile Universului, la creatorul lumii. Demiurgul îi explică ce rol are în Univers: el este „cuvântul dintâi”, adică energia primordială a lumii. Dacă el ar dispărea de pe cer, ar dispărea lumea întreagă. Fericirea de a trăi iubind o pământeancă nu îi este dată. Așadar, paradoxal, și nemurirea limitează. Fericiți împreună, doar pentru o vreme, pot fi doar muritorii.
În partea a doua, pajul Cătălin remarcă frumusețea și tristețea fetei, care ducea dorul Luceafărului. Ei își fac reciproc mărturisiri: băiatul îi dă o delicată lecție de iubire, familiarizând-o cu gesturile erotice („Și ca să-ți fie pe deplin / Iubirea cunoscută, / Când sărutându-te mă-nclin, / Tu iarăși mă sărută.”). Fata îi descrie setea de absolut, iar soluția lui pentru a o vindeca de aspirația spre ceea ce nu poate fi obținut este tocmai iubirea lor, posibilă, aducătoare de bucurie în mijlicul naturii. („Hai ș-om fugi în lume / [...] Căci amândoi vom fi cuminți, / Vom fi voioși și teferi, / Vei pierde dorul de părinți / Și visul de luceferi.”).
În ultima parte, revenit pe cer, Luceafărul luminează cuplul de îndrăgostiți aflat în pădurea edenică. Fata îl cheamă ca stea norocoasă („Norocu-mi luminează”), dar el, fără a se întrupa, îi explică faptul că aparțin unor lumi diferite.